# Світ взимку
«Світ взимку» (англ. The World in Winter) — постапокаліптичний науково-фантастичний роман Джона Крістофера, виданий 1962 року. Він розповідає про новий льодовиковий період, який був викликаний скороченням тепла, яке виробляє Сонце.

## Сюжет
Роман розповідає про новий льодовиковий період в Європі, а також про британських біженців, які втікають до Нігерії, а також про те, що знаходить остання група після свого повернення.
Історія розпочинається з того, що лондонський продюсер документальних фільмів Ендрю Ледон отримує нову історію для дослідження: італійський учений Франтелліні зробив припущення про неминуче падінні кількості сонячної радіації протягом найближчих декількох років, що може призвести до дуже суворої зими. Лідон зустрічається з Девідом Картвеллом, державним службовцем Міністерства внутрішніх справ (Хоум-офісу) та корисним джерелом, щоб дізнатись, чи зможе він дізнатися про цю теорію більше інформації. Картвелл швидко стає близьким другом Ледона, але також розпочинає спілкування з дружиною Ледона, Керол.
Зима того року, як і передбачалося, довга й сувора, але ще до січня від інсайдерських джерел стає відомо, що спад сонячної активності гірший, ніж розраховував Франтелліні, і не спостерігається жодного пожвавлення. До початку березня запаси продовольства стають небезпечно низькими, встановлюється нормування, а уряд запроваджує воєнний стан. Ті, хто знають реальний стан справ, в тому числі й колишня дружина Ендрю, продають все та розпочинають рух на Південь, до тропічних країн, таких як Нігерія. Ледон залишається, оскільки внутрішній Лондон остаточно оточений від решти Великої Британії, щоб захистити місце сили — територію, яку називають «Лондан Пейл», в той час як решта країни переживає голод та варварство.
Нарешті, Керол та Девід Картвелл переконують Ледона, щоб виїхати з країни, поки все ще можливий безпечний проїзд. Беручи з собою дружину Картвелла Мадлен, він переїжджає до Лаґосу в Нігерії, але виявляється, що табори вже переповнені: білі біженці, які біжать з крижаних північних країн, живуть у нетрях, безробітні або мають лише робочі місця без грошової оплати праці, в той же час африканські уряди відкликали визнання таких валют, як Стерлінг, і більше не визнають британський уряду через те, що останній більше не має суверенітету над власною країною.
Для Ледона з'являється слабкий промінь надії, оскільки Абоніту, молодий нігерієць, котрого свого часу Ледон одного вечора в Лондоні лікував, проявивши свою доброту і щедрість, знаходить його, і в свою чергу допомагає Ендрю та Мадлен вибратися з нетрів. Абоніту планує розвідувальну експедицію, назад до Великої Британії.